# Los Talas
Los Talas é uma localidade do partido de Berisso, da Província de Buenos Aires, na Argentina. Possui uma população estimada em 494 habitantes (INDEC 2001).